# Cristian Zermatten
Cristian Gastón Zermatten (Isidro Casanova, Argentina, 31 de octubre de 1974) es un exjugador y entrenador de fútbol argentino. Actualmente es asistente técnico de Walter Ribonetto en Godoy Cruz.

## Trayectoria

### Como jugador
Zermatten comenzó su carrera en el primer equipo de Argentinos Juniors.En 1998, fue transferido al Pumas de la UNAM en la Liga MX, donde fue suspendido por un año por golpear al árbitro Felipe Ramos Rizo en un duelo ante Chivas.Luego de volver a jugar, disputó en total 33 partidos y marcó un gol.Después de eso, regresó a su club de origen en el 2000, pero no jugó.
En agosto de 2000, se marchó a jugar a Colón por una temporada.Luego de un paso por Huracán, su carrera como futbolista continuaría en el exterior donde representó a Deportivo Cuenca, Universitario de Deportes, The Strongest, Bolívar y Nacional.
A principios de 2006, regresó a Argentina para jugar en Nueva Chicago donde representó al club por dos temporadas y media.En julio de 2008, se marchó a Talleres de Córdoba.En agosto de 2009, fue confirmado como refuerzo de Ferro Carril Oeste por pedido de Jorge Ghiso.Un año más tarde, se sumó a Tristán Suárez de la Primera B Metropolitana donde jugó hasta que decidió retirarse del fútbol profesional en 2011.

### Como entrenador
Tras su retiro en 2011, Zermatten comenzó a trabajar en las inferiores de Argentinos Juniors.En 2015, fue ayudante de campo del cuerpo técnico de Humberto Grondona que dirigió a la selección sub-20 de Argentina en el Mundial Sub-20 y que se disputó en Nueva Zelanda.
En enero de 2020, asumió al frente de la reserva de Argentinos Juniors.El 31 de agosto de 2023, fue nombrado como técnico interino del primer equipo tras la renuncia de Gabriel Milito.Un año más tarde, volvió a ocupar el mismo cargo de manera interina después de la salida de Pablo Guede.El 22 de noviembre, el club anunció su salida del primer equipo.

## Clubes

### Como jugador
| Club                      | País      | Año       |
| ------------------------- | --------- | --------- |
| Argentinos Juniors        | Argentina | 1991-1998 |
| Pumas de la UNAM          | México    | 1998-2000 |
| Argentinos Juniors        | Argentina | 2000-2001 |
| Colón                     | Argentina | 2001-2002 |
| Huracán                   | Argentina | 2002-2003 |
| Deportivo Cuenca          | Ecuador   | 2003      |
| Universitario de Deportes | Perú      | 2003-2004 |
| The Strongest             | Bolivia   | 2004-2005 |
| Club Bolívar              | Bolivia   | 2005      |
| Nacional                  | Uruguay   | 2005-2006 |
| Nueva Chicago             | Argentina | 2006-2008 |
| Talleres                  | Argentina | 2008-2009 |
| Ferro Carril Oeste        | Argentina | 2009-2011 |
| Tristán Suárez            | Argentina | 2011      |

### Como entrenador
| Club                          | País      | Año  |
| ----------------------------- | --------- | ---- |
| Argentinos Juniors (interino) | Argentina | 2023 |
| Argentinos Juniors (interino) | Argentina | 2024 |